# Телохранитель (фильм, 2010)
«Телохранитель» (англ. London Boulevard) — криминальная драма по роману Кена Бруэна, являющаяся режиссёрским дебютом сценариста Уильяма Монахана, об отношениях бывшего гангстера и известной кинозвезды.
Премьера в Великобритании состоялась 26 ноября 2010 года, в России — 10 февраля 2011 года.

## Сюжет
Действие картины происходит в Лондоне. Гарри «Митч» Митчелл выходит из тюрьмы и получает предложение от своего бывшего сообщника Билли вернуться к преступному прошлому. Они занимаются рэкетом, вымогая деньги у иммигрантов. Митч узнаёт о том, что его старый знакомый бездомный Джо после их встречи был зверски убит двумя подростками. Митч просит Билла найти место на престижном кладбище для Джо, за это ему приходится продолжить заниматься рэкетом, хотя это не слишком ему нравится. Гарри приходится иметь дело с коррумпированным полицейским Бейли и спасать свою страдающую от наркозависимости сестру Брайони, постоянно попадающую в криминальные аферы.
Митча нанимает на работу кинозвезда Шарлотта. Девушку навязчиво преследуют папарацци, и она вынуждена постоянно скрываться. Она взяла паузу в съёмках и испытывает стресс. Митч вынужденно совмещает свой преступный промысел и работу на Шарлотту. Телохранитель узнает, что в смерти Джоя виновен многообещающий юный футболист, которого опекает его босс — криминальный авторитет Роб Грант. Митч выслеживает подростка, незаметно приближается к нему, но, в последний момент, меняет решение и оставляет малолетнего преступника в живых. Билл подбивает Митча ограбить дом звезды, но Митч отказывается, что не нравится Робу, который считает, что Митч ему неподконтролен.
Шарлотта и Митч сбегают от папарацци в загородный дом и сближаются. После этой поездки Роб вызывает Митча на встречу и настаивает на том, что тот должен быть полностью ему подчинён. Роб шантажирует его фотографиями встречи с Шарлоттой, но Митч отказывается работать на него, и между ними происходит размолвка. Митч разрывает свой контракт телохранителя. После этого он и Шарлотта встречаются, и между ними происходит близость. Шарлотта обещает Митчу, что вернётся в кино и переедет в Лос-Анджелес. Она просит Митча присоединиться к ней в США. Митч соглашается, но ему необходимо закончить последнее дело. Митч просил Брайони покинуть страну, но она проигнорировала предупреждения, и её убивает Роб. Митч убивает нескольких приспешников криминального авторитета. Затем Митч навещает дом Роба и убивает его.
В момент, когда Митч собирается улететь в Америку и выходит из своего дома, его встречают те двое подростков, убивших Джо. Один из них — футболист, которого он искал — наносит Митчу несколько ударов ножом.

## В ролях
| Актёр                 | Роль                           |
| --------------------- | ------------------------------ |
| Колин Фаррелл         | Гарри Митчелл                  |
| Кира Найтли           | Шарлотта                       |
| Рэй Уинстон           | Роб Гант гангстер, босс Билли  |
| Дэвид Тьюлис          | Джордан друг Шарлотты          |
| Анна Фрил             | Брайони сестра Митчелла        |
| Стивен Грэм           | Дэнни приятель Митчелла        |
| Бен Чаплин            | Билли Нортон сообщник Митчелла |
| Эдди Марсан           | Бэйли полицейский              |
| Мэтт Кинг             | Флетчер человек Ганта          |
| Ник Бартлетт          | Бомонт человек Ганта           |
| Санджив Бхаскар       | доктор Санжи Раджу             |
| Офелия Ловибонд       | Пенни подруга Шарлотты         |
| Джералд Хом           | предприниматель                |
| Велибор Топич         | Сторбор наёмный убийца         |
| Алан Уильямс          | Джо бездомный                  |
| Джейми Кэмпбелл Бауэр | Whiteboy                       |
| Джейми Блэкли         | футболист                      |
| Тони Вэй              | папарацци                      |
| Тим Плистер           | папарацци                      |

## Производство
Сценаристом и режиссёром-постановщиком фильма выступил Уильям Монахан, известный такими картинами, как «Царство небесное», «Отступники», «Совокупность лжи», «Возмездие»
Съёмки проходили с 8 июня по 14 августа 2009 года в США и Великобритании.

## Премьера и мировой релиз
- Великобритания — 26 ноября 2010 года
- Болгария — 21 января 2011 года
- Нидерланды — 3 февраля 2011 года
- Польша — 4 февраля 2011 года
- Венгрия — 10 февраля 2011 года
- Казахстан — 10 февраля 2011 года
- Россия — 10 февраля 2011 года
- Чехия — 10 февраля 2011 года
- Румыния — 25 февраля 2011 года
- Греция — 10 марта 2011 года

## Сборы
В первый уик-энд фильм собрал 577 224 £.